# Paul Frampton

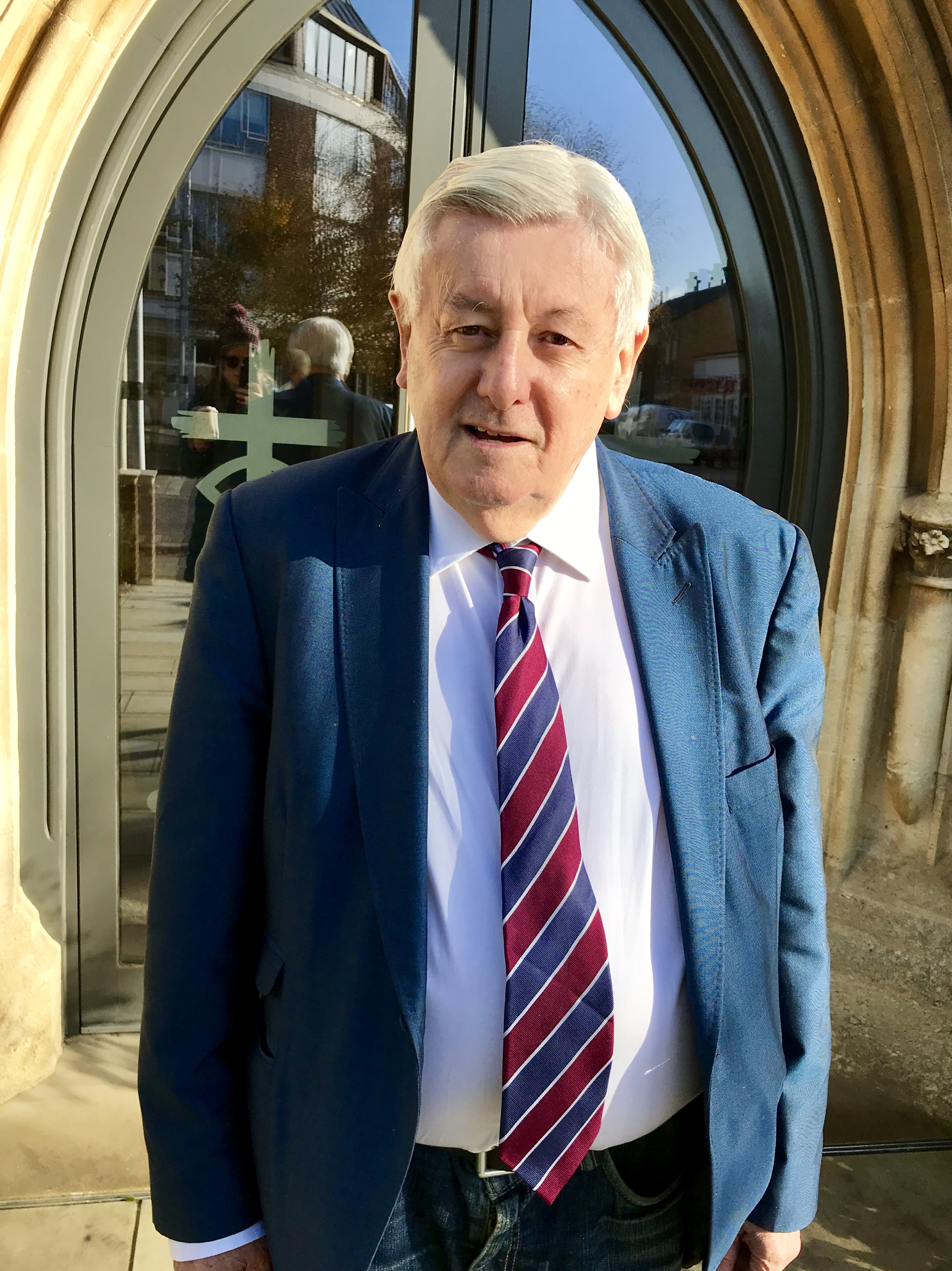
Paul Frampton im Jahr 2020

Paul Howard Frampton (* 31. Oktober 1943 in Kidderminster, Worcestershire) ist ein britischer Physiker.

## Ausbildung und Karriere
Frampton studierte ab 1962 an der Universität Oxford (Brasenose College), wo er 1965 seinen Master-Abschluss machte und 1968 bei J. C. Taylor promoviert wurde. 1981 wurde er Assistant Professor, 1983 Associate Professor und 1985 Professor an der University of North Carolina, wo er ab 1996 Louis D. Rubin Jr. Distinguished Professor of Physics and Astronomy ist. Er ist sowohl britischer als auch US-Staatsbürger.

In den 1970er Jahren war er an der frühen Entwicklung von Stringtheorien (Dual Resonance Models) beteiligt. In den 1980er Jahren untersuchte er mit Thomas Kephart Anomalien in supersymmetrischen Feldtheorien (Yang-Mills-Theorien und Stringtheorien). Die Frage der Anomalienfreiheit für Superstrings wurde bald darauf (1984) dann von Michael Boris Green und John Schwarz geklärt.

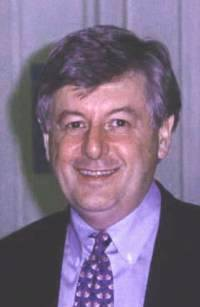
Paul Frampton

Frampton entwickelte mehrere Erweiterungen des Standardmodells. 1987 schlug er mit Sheldon Glashow ein Chiral-Color-Modell als Alternative zum Standardmodell vor, mit einer chiralen Doppelung der SU(3) Eichgruppe der Quantenchromodynamik und entsprechenden zusätzlichen massiven Eichbosonen (Axigluonen) 1992 schlug er sein 331-Modell vor, in dem die SU(2) Eichgruppe der elektroschwachen Theorie zu einer chiralen SU(3) Eichgruppe erweitert ist (daher der Name, eine SU(3) Eichgruppe aus der Quantenchromodynamik und eine SU(3) und U(1) Eichgruppe aus der elektroschwachen Wechselwirkung). In dem Modell wird das Vorkommen von genau drei Familien von Quarks/Leptonen erklärt, es sagt aber auch neue exotische Teilchen voraus (Bileptonen, Eichbosonen mit Leptonenzahl 2).
Frampton vertrat in jüngster Zeit die Idee eines unendlich-zyklischen Universums (mit einer Vermeidung des Entropiezunahmeproblems mit Hilfe dunkler Energie), der Beschleunigung der Ausdehnung des Universums aufgrund einer entropischen Kraft im Sinne Erik Verlindes und der Zusammensetzung der dunklen Materie aus primordialen Schwarzen Löchern mittlerer Masse.
Frampton ist Fellow der American Physical Society, des Institute of Physics und der American Association for the Advancement of Science. 1984 erhielt er einen D. Sc. der Universität Oxford.

## Verurteilung wegen Drogenschmuggels
Am 23. Januar 2012 wurde Frampton am Flughafen von Buenos Aires verhaftet. In einem von ihm aufgegebenen Koffer wurden zwei Kilogramm Kokain gefunden. Frampton erklärte, Opfer einer Betrugsmasche zu sein. Der Koffer, in dessen doppeltem Boden die Drogen versteckt waren, sei ihm im Hotel von einem Unbekannten überlassen worden, nachdem er mit der Aussicht nach Argentinien gelockt worden sei, ein Model zu treffen. Er wurde in Argentinien zu vier Jahren und acht Monaten Haft wegen Drogenschmuggels verurteilt. Aus gesundheitlichen Gründen wurde er im Oktober 2012 in einen Hausarrest entlassen. 2015, nach der Hälfte der Haftzeit, wurde er entlassen und ging nach England.
2014 wurde er von der University of North Carolina entlassen, nachdem er schon zuvor 2012 ohne Bezahlung beurlaubt wurde. 2015 gewann er einen Prozess gegen die Universität auf Nachzahlung seines Gehalts.

## Schriften
- (Hrsg.): Dual Resonance Models. Frontiers in Physics, Benjamin 1974.
- Gauge Field Theories. Benjamin-Cummings, Frontiers in Physics 1986. 3. Auflage 2008.
- Did Time Begin ? Will Time End ? World Scientific 2009, arxiv:0704.1132